# 第十八季超級籃球聯賽新人選秀會
2020年第18季SBL超級籃球聯賽新人選秀會為超級籃球聯賽（SBL）在第18季SBL開打之前舉辦的第14屆新人選秀會，於2020年7月15日舉行。本屆新人選秀會共有16人參與，最終有10人獲選，由李漢昇成為選秀狀元。

## 選秀結果
| →      | 順序一 | 順序二 | 順序三          | 順序四 | 順序五 |
| [ 3 ]  | 九太   | 臺銀   | 裕隆            | 璞園   | 台啤   |
| ------ | ------ | ------ | --------------- | ------ | ------ |
| 第一輪 | 李漢昇 | 蘇士軒 | 斑霸            | 盧峻翔 | 陳昱翰 |
| 第二輪 | 林柏豪 | 簡家暐 | （九太） 陳俊翰 | 吳季穎 | 放棄   |
| 第三輪 | 放棄   | 放棄   | 放棄            | 姜廣謙 | 不適用 |
| 第四輪 | 不適用 | 不適用 | 不適用          | 放棄   | 不適用 |

| 輪次 | 總順位 | 球員   | 位置 | 選中球隊                        | 畢業/就讀學校    |
| ---- | ------ | ------ | ---- | ------------------------------- | ---------------- |
| 1    | 1      | 李漢昇 | 後衛 | 高雄九太科技                    | 國立臺灣師範大學 |
| 1    | 2      | 蘇士軒 | 前鋒 | 臺灣銀行                        | 國立臺灣師範大學 |
| 1    | 3      | 斑霸   | 中鋒 | 裕隆納智捷                      | 中州科技大學     |
| 1    | 4      | 盧峻翔 | 前鋒 | 桃園璞園建築                    | 輔仁大學         |
| 1    | 5      | 陳昱翰 | 後衛 | 台灣啤酒                        | 義守大學         |
| 2    | 6      | 林柏豪 | 前鋒 | 高雄九太科技                    | 康寧大學         |
| 2    | 7      | 簡家暐 | 後衛 | 臺灣銀行                        | 國立臺灣師範大學 |
| 2    | 8      | 陳俊翰 | 前鋒 | 高雄九太科技 （來自裕隆納智捷） | 康寧大學         |
| 2    | 9      | 吳季穎 | 後衛 | 桃園璞園建築                    | 輔仁大學         |
| 3    | 10     | 姜廣謙 | 後衛 | 桃園璞園建築                    | 國立臺灣藝術大學 |

參考資料：

## 選秀權交易
1. 1 2  裕隆納智捷第十七季超級籃球聯賽與九太科技進行交易[4][5][6]：
  - 裕隆納智捷獲得盧冠軒
  - 九太科技獲得裕隆納智捷第十八季新人選秀會第二輪選秀權

## 測試會
2020年6月28日，具有中国男子篮球职业联赛（CBA）經紀人資格的游品瑜與YouTuber LikeMike在晧宇國際亞洲區籃球培訓中心舉行非官方測試會「挑戰職業英雄帖」，共有16人參與，其中本屆新人選秀會18位報名球員中有13人出席。7月14日，中華民國籃球協會於新人選秀會前一天舉行測試會，除了林洋鈞和潘泳村缺席以外共有16人報到。

## 選秀報名
2020年5月2日，超級籃球聯賽球團會議決議，本屆新人選秀會起開放外籍生參與新人選秀會，而參與的外籍生須在大專籃球聯賽（UBA）打滿三年以上，且須有歸化中華民國國籍的意願。6月15日，為本屆新人選秀會的報名截止日。6月16日，中華民國籃球協會宣佈共18人完成報名手續。7月14日，林洋鈞和潘泳村因缺席測試會而喪失選秀資格，最終16人參與新人選秀會：
- 陳俊翰
- 梁浩真
- 林柏豪
- 盧峻翔
- 姜廣謙
- 李漢昇
- 蘇士軒
- 林義恩
- 斑霸（外籍生）
- 余孟耘
- 簡家暐
- 吳季穎
- 李祥瑋
- 郭為瀚
- 陳昱翰
- 陳柏宏

## 外部連結
- YouTube上的第18屆 SBL 新人球員選秀會
- . 中華民國籃球協會. 2020-06-02  [2021-08-11]. （原始内容存档于2023-06-21）.